# Iglesia de Santa María (San Martín Sarroca)
La Iglesia de Santa María es una iglesia románica del siglo XII, situada en la cima de la colina de la Roca, en San Martín Sarroca, Alto Panadés. Conjuntamente con el castillo de San Martín Sarroca forman el llamado Conjunto monumental de la Roca. Actualmente, está considerada como BIC (Bien de Interés Cultural) (fue declarada Monumento histórico-artístico perteneciente al Tesoro Artístico Nacional mediante decreto de 3 de junio de 1931), y ambos edificios forman parte actualmente del museo municipal.

## Historia
La primera iglesia del castillo dedicada a Santa María la hizo construir Arnau de Santmartí del linaje Santmartí. El templo fue ampliado a finales del siglo XII, construido sobre el edificio religioso anterior del siglo X, y fue consagrado en 1204. En aquella época el castillo estaba en manos de Ferrer de Santmartí.

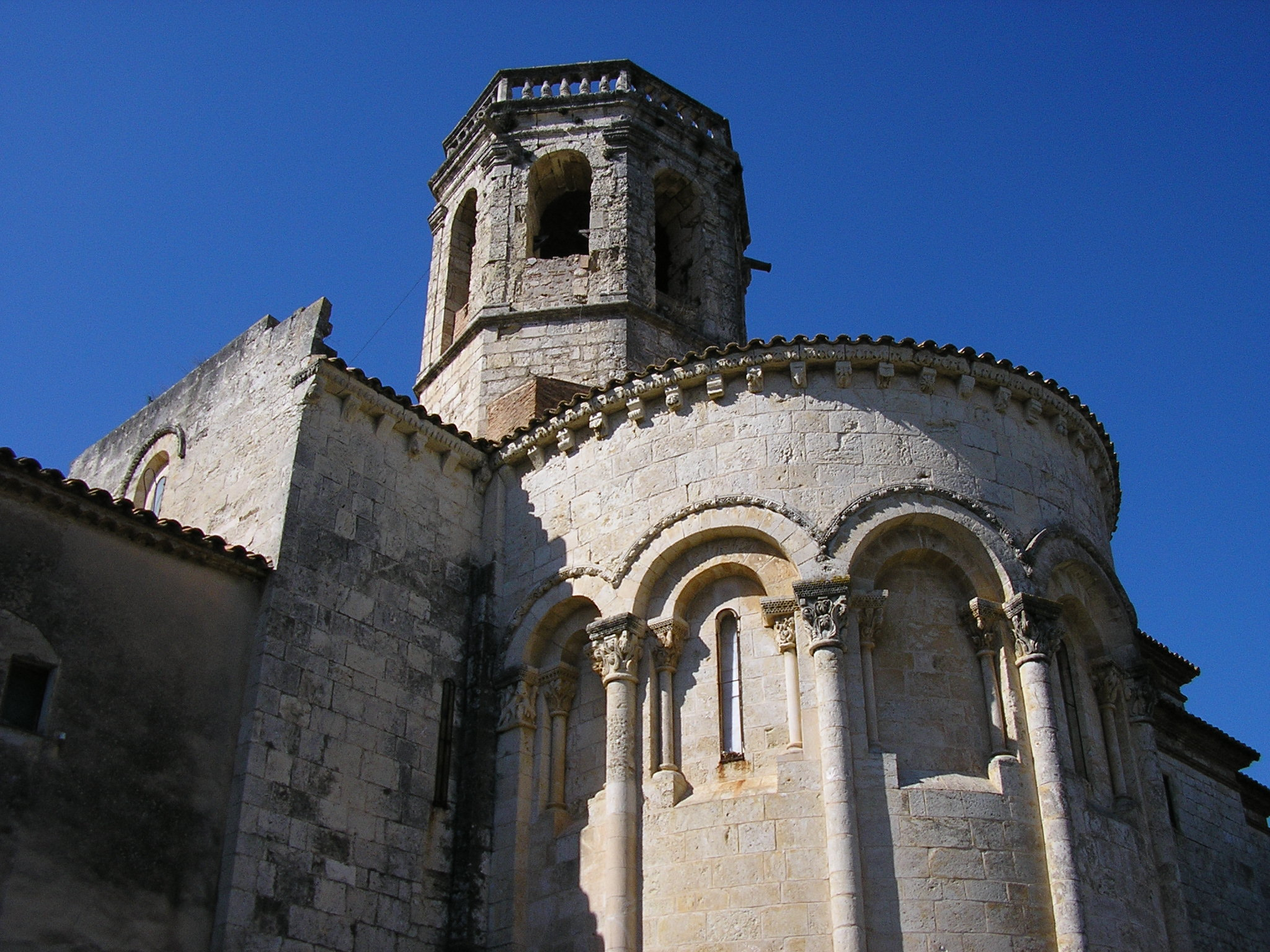
Ábside.

Su ábside románico se considera uno de los mejores de todas las tierras catalanas en su estilo.
En el interior se encuentra el retablo gótico de la Ascensión del Señor, de 1421, del taller de Lluís Borrassà y atribuido a Jaume Cabrera. El campanario octogonal fue añadido el siglo XVI, construido sobre el cimborrio. También se añadió una capilla barroca, una puerta, en la fachada oeste, de estilo renacentista y una capilla neoclásica edificada sobre el brazo norte del crucero de los siglos XVII y XVIII. Tiene altar y retablo barrocos de Ramon Moret (?, 1718).
El arquitecto y político Josep Puig i Cadafalch dirigió en 1906 las obras de restauración de la iglesia y fue descubierta una notable imagen románica, la Virgen de Sarroca o del Castillo, destruida posteriormente en 1936. A principios del siglo XXI se limpió la parte exterior de la iglesia.